# حبق ظفاري
حبق ظفاري (الاسم العلمي:Ocimum dhofarense) هو نوع من النباتات يتبع جنس الحبق من الفصيلة الشفوية.
سمي هذا النوع نسبةً إلى محافظة ظفار في سلطنة عمان.